# يافجني دراغونوف
يفغيني فيودوروفيتش دراغونوف (بالروسية: Евге́ний Фёдорович Драгуно́в) (20 فبراير 1920 - 4 أغسطس 1991)، مصمم أسلحة سوفيتي، اشتهر بتطوير بندقية دراغونوف للقنص، التي تحمل اسمه.
عمل دراغونوف مع فريق من المصممين على تطوير بندقية القنص الأوتوماتيكية دراغونوف بين عامي 1958 و1963، حيث خضعت البندقية لعدة مراحل من التعديلات والتحسينات. وتُعد هذه البندقية سلاحًا فتاكًا بفضل دقتها العالية وقدرتها التدميرية ضد الأفراد على مدى يصل إلى 600 متر.

## وصلات خارجية
- Yevgeny Dragunov